# هوتو (مجارستان)
هوتو (به مجاری:  Hottó) یک منطقهٔ مسکونی در مجارستان است که در زالا واقع شده‌است.